# Alte Pfarrkirche St. Johann Baptist (Haidhausen)

Alte Pfarrkirche St. Johann Baptist

Die Alte Pfarrkirche St. Johann Baptist (auch: Alte Haidhauser Kirche) befindet sich in der Kirchenstraße im Münchner Stadtteil Haidhausen. Die Kirche steht unter Denkmalschutz und trägt die Nummer: D-1-62-000-3427

## Geschichte

### 9. Jahrhundert
Es ist wenig über die kirchlichen Verhältnisse in Haidhausen während des Mittelalters bekannt. Erstmals wird die Kirche am 12. Februar 808 im „liber traditionum antiquus“ des bischöflichen Notars und Archivars Cozroh erwähnt. Demnach hat der Priester Erlaperht diese Kirche und sein gesamtes Hab und Gut an die Kirche der heiligen allzeit reinen Jungfrau Maria zu Freising und damit seinem Bischof Atto von Freising übertragen. Es ist jedoch unklar, wann diese Holzkirche erbaut wurde und wem ihre Entstehung zugeschrieben werden kann. Auch ist unbekannt, ob der Patron dieser Kirche schon damals Johannes der Täufer war und ob sie bereits am selben Ort in der heutigen Kirchenstraße stand.

### 14. Jahrhundert
1315 ließ der Freisinger Bischof Konrad III. im „Konradinischen Matrikel“ das Bistum genau beschreiben. Hier wird Haidhausen als eine der acht Filialen der Pfarrei Bogenhausen beschrieben. Daraus geht hervor, dass die romanische Kirche (Teile davon sind noch im Untergeschoss des Turms erhalten) einen eigenen Friedhof hatte. Für den Kirchenschutz war die Stadt München zuständig, die hierfür zwei Ratsmitglieder als Hochherrn bzw. Oberkirchenpröbste bestimmte. Diese verwalteten das Kirchenvermögen gemeinsam mit dem Bogenhausener Pfarrer und mussten hierüber dem Rat Rechenschaft ablegen.

### 15. Jahrhundert
Am 17. Juni 1493 erhielt die Kirche ein Benefizium, eine dauerhafte Kaplanei ohne Pfarrseelsorge, nachdem Papst Alexander VI. dies mit der Bulle vom 9. Februar 1492 genehmigt hatte. Zugleich wurden der Kirche jährliche Zinsen aus Münchner Häusern sowie einige Güter zugeteilt. Der Benefiziat der Kirche musste fünf Wochenmessen halten und hatte Residenzpflicht. Das Patronatsrecht lag beim Pfarrer von Bogenhausen und den Hochherrn. Wahrscheinlich fand zu jener Zeit auch der Umbau der Kirche in spätgotischer Form statt. Dabei wurden neben einem Sattelturm im Westen ein gewölbtes, zweischiffiges Langhaus mit zwei Stützpfeilern errichtet. Obendrein erhielt die Kirche an der Nordseite eine Sakristei.

### 16. Jahrhundert
Erstmals wird 1524 Johannes der Täufer als Patron der Kirche in der „Sunderndorfer Matrikel“ genannt. Diese wurde damals von Stephan Sunderndorfer, Freisinger Generalvikar unter Fürstbischof Philipp von der Pfalz, verfasst.
Ab 1597 halfen Jesuitenpatres, die im nahe gelegenen „Jesuitengarten“ wohnten, bei der Seelsorge – bis schließlich der Orden 1773 aufgehoben wurde.

### 17. Jahrhundert

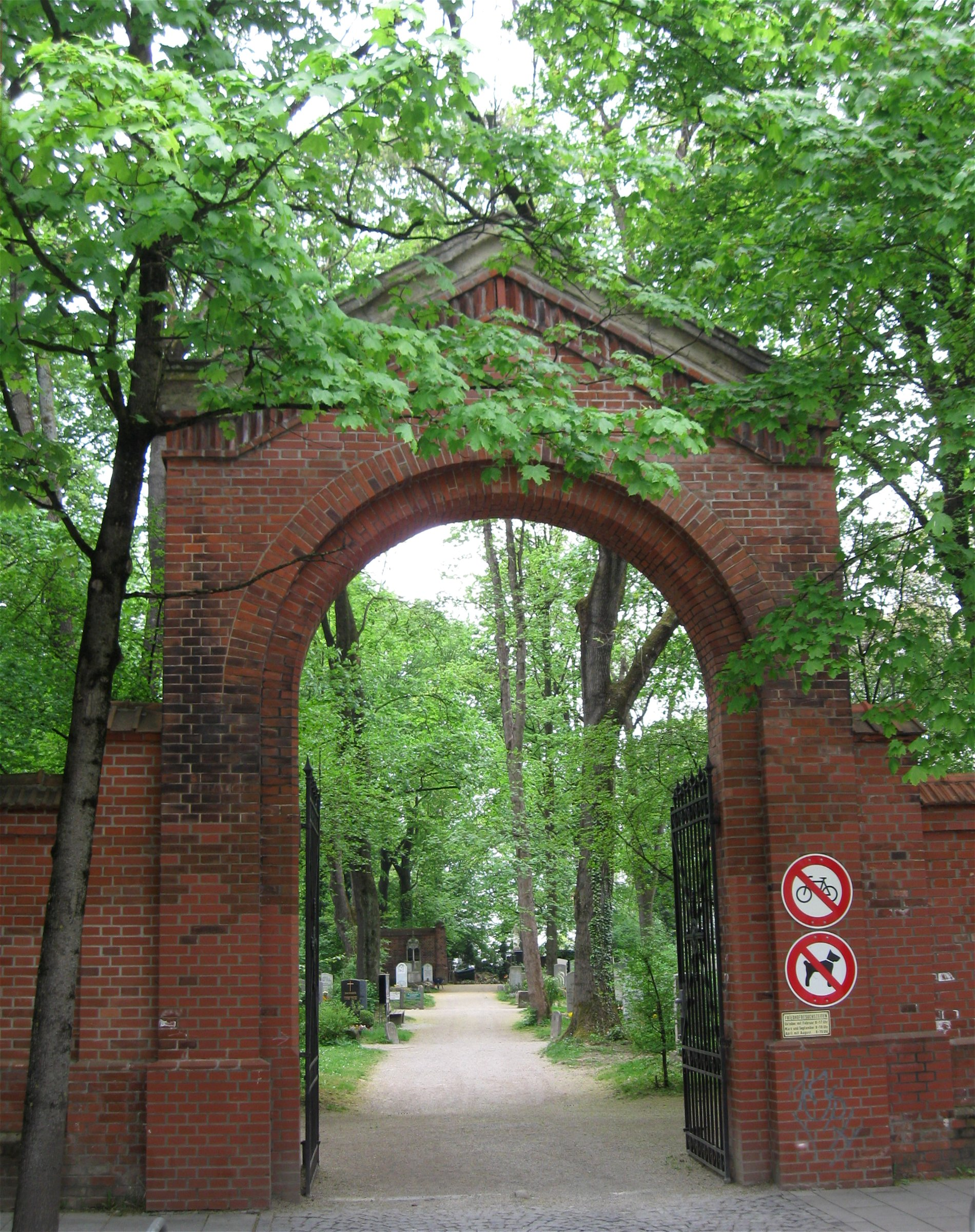
Eingang zum Friedhof der Alten Haidhauser Kirche

Neben der Kirche St. Nikolai am Gasteig war die Alte Pfarrkirche St. Johann Baptist weiterhin eine Haidhausener Filiale von Bogenhausen. 1608 wurde erstmals urkundlich erwähnt, dass dem heiligen Johannes dem Täufer zu Ehren jedes Jahr vom Johannestag (24. Juni) bis zum Fest des heiligen Jakobus des Älteren (25. Juli) in Haidhausen der „Johannesdreißiger“ gefeiert wurde. Aus diesem Grunde macht Herzog Maximilian I. (1573–1651), der später Kurfürst werden sollte, der Kirche 1619 ein kostbares Geschenk: eine Reliquie des heiligen Johannes des Täufers – dessen rechte Kinnlade. Diese hatte er zuvor vom Benediktinerkloster Malmedy des Erzbistums Köln bekommen. Dies brachte den Andachten einen noch größeren Zulauf. Graf von Tilly, Feldherr Maximilians, stiftete 1624 eine größere Summe, für den Erwerb einer Monstranz, der „Tilly-Monstranz“.
Umfangreiche Renovierungsmaßnahmen fanden unter dem Benifiziaten Georg Stelhuber zwischen 1605 und 1630 statt. In diesem Zusammenhang schuf Thomas (Toman) Zehetmair der Jüngere 1623 Renaissancebilder zu Stationen aus dem Leben Johannes des Täufers (Geburt, Predigt, die Taufe Jesu und seine Enthauptung). Darüber hinaus fertigte der Weilheimer Hofbildhauer und Elfenbeinschnitzer Christoph Angermair 1630 vier frühbarocke, lebensgroße Skulpturen abendländischer Kirchenväter an: von den Bischöfen Ambrosius und Augustinus sowie von Hieronymus und Papst Gregor I. Diese Kunstwerke sind bis heute erhalten.
Spanische Soldaten brachen im Sommer 1634 in die Kirche ein und plünderten die Opferstöcke. Das Gerücht, wonach die Kirche zur Besetzungszeit Münchens durch die Hand der Spanier zerstört worden sei und schließlich 1641 wiedererrichtet wurde, ist nicht belegbar.
Auch nach der umfassenden Renovierung folgten später weitere Ein- und Umbauten. So wurde 1675 der Turm durch den Münchner Stadtmaurermeister Martin Gunetzrhainer umgebaut und erhöht. Der Umbau zum einschiffigen Saalbau erfolgte von 1698 bis 1700. Dabei wurde auch die Sakristei auf die Südseite verlegt.

### 18. Jahrhundert
1712 wurde zur Feier des Johannesfests – wie jedes Jahr – auf den Turm geschossen. Dabei fing der Turm Feuer und brannte vollkommen aus. Bereits im gleichen Jahr konnte der Turm wieder instand gesetzt werden.
Im Rahmen einer neuen Diözesanbeschreibung, die zwischen 1738 und 1740 entstand, wurde erstmals der Hochaltar erwähnt, der zu Ehren Johannes des Täufers geschaffen wurde. Darüber hinaus fanden die beiden Seitenaltäre zum ersten Mal Erwähnung, die zu Ehren des Apostels Bartholomäus und der Gottesmutter geschaffen wurden.
Der Mönch Jodok Zächerl, Mitglied des Augustinerordens und gebürtiger Haidhausener, stiftete 1739 einen Kreuzpartikel. Die spätbarocke Pietà entstand 1758 und befindet sich unter etwas älteren Putten und einem Baldachin, der mit dem Leidensweg Christi gerahmt wurde. Die barocken Kreuzwegstationen weisen venezianische Einflüsse auf.
1776 fanden wieder Renovierungsarbeiten statt. In diesem Zusammenhang wurden auch zwei neue Seitenaltäre vom Haidhausener Mesner und Kistler Joseph Heilbrunner angefertigt. Das hierfür geschaffene Gemälde „Traum des heiligen Josef“ des Hofmalers Andreas Seidl ist bis heute erhalten geblieben. Auch wurde aus geschliffenem Gipsmarmor ein neuer Hochaltar mit Elementen des Rokoko und Frühklassizismus durch den kurfürstlichen Hofstuckateur Franz Xaver Feuchtmayer dem Jüngeren geschaffen. In dessen Zentrum findet sich eine überlebensgroße Figurengruppe, die die Taufe Jesu mit Gottvater darstellt. Dies wird umrahmt von Skulpturen der Apostel Andreas und Bartholomäus. Aufgrund von Holzwurmbefall sind heute sechs kleinere Figuren, eine Reihe von Engelsköpfen sowie antikes Gehänge und andere Zierrate nicht mehr erhalten. Die zwei Engel des heutigen Hochaltars stammen angeblich noch vom alten Hochaltar.
Die Kanzel mit frühklassizistischen Elementen wurde ebenso im letzten Viertel des 18. Jahrhunderts geschaffen. Gekrönt wird die Kanzel vom Guten Hirten – früher von Johannes dem Täufer. Das spätgotische „Haidhauser Kreuz“ ist das Gegenstück hierzu und wurde bereits um 1520 geschaffen. Die dazugehörige schmerzhafte Gottesmutter befindet sich heute in der neuen Pfarrkirche St. Johann Baptist.

### 19. Jahrhundert

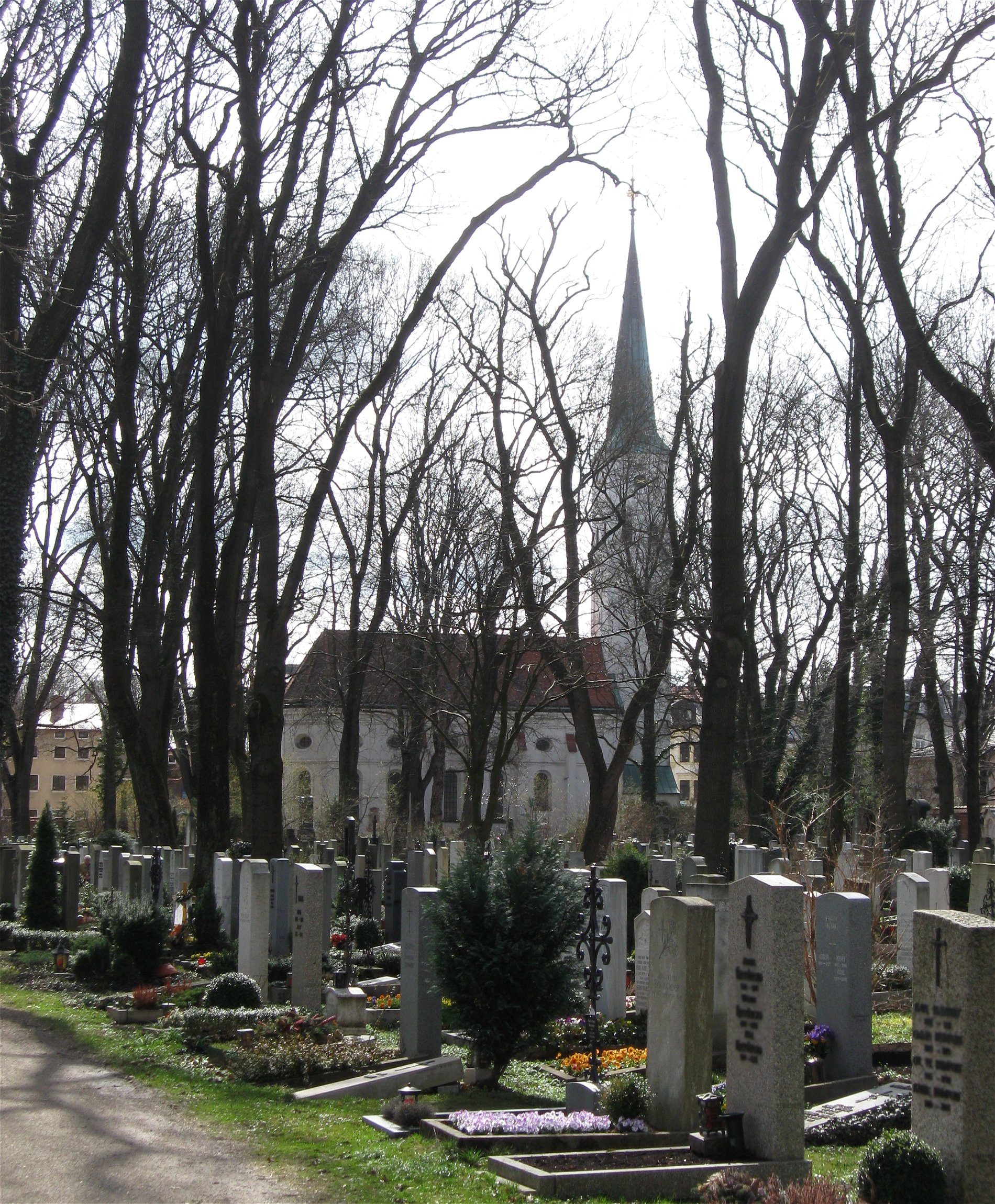
Friedhof mit der Alten Haidhauser Kirche im Hintergrund

Nachdem Haidhausen die Pfarrgemeinde Bogenhausen zahlenmäßig deutlich überholt hatte, wurde die Alte Pfarrkirche St. Johann Baptist von 1820 bis 1879 die erste Pfarrkirche Haidhausens. Zwar gab es schon 1789 Bestrebungen, aus seelsorgerischen Gründen eine eigene Pfarrgemeinde zu haben, da Schwerstkranke ohne Sterbesakramente und Neugeborene ohne Taufe starben. Doch trotz dieser schwierigen Situation lehnte das Freisinger Stift St. Veit – zu dem die Pfarrei Bogenhausen gehörte – diesen Wunsch der Haidhausener Gemeinde ab, da ansonsten jährliche Einkünfte von 180 Gulden verloren gegangen wären. Bereits die Errichtung der Pfarrei Au-Giesing hatte 1626 zu geringeren Einkünften geführt.
Schließlich wurde 1817 wieder ein Vorstoß unternommen, doch die Umsetzung wurde bis zum Tod des Bogenhausener Pfarrers Johann Kaspar Hallmayr im Jahre 1819 hinausgeschoben, da dieser sein Veto hierzu eingelegt hatte. Am 25. Januar 1820 verfügte dann König Max I., dass das Benefizium Haidhausen mit dessen 3100 Gemeindemitgliedern zur Pfarrei erhoben werden soll. Die kanonische Errichtung fand am 20. März 1820 statt. Dieses Gründungsjahr ist auch auf dem Deckel des Taufbeckens der Kirche zu lesen. Heftige Kritik an der neuen Pfarrei übte der Bogenhausener Vikar Heimfellner, der in einem Gutachten niederschrieb, dass „das Ende der Predigt dort mit einem Zeichen der Glocke angezeigt wurde, damit alle, die während der Predigt zu Hause oder im Wirtshaus weilten, nun mehr zur Kirchen kämen“.
Der erste Pfarrer der Gemeinde wurde der Mittenwalder Johann Andreas Baader (1779–1842), der zuvor Pfarrer und Dechant von Partenkirchen war. Während seiner zwölfjährigen Zeit als Pfarrer gründeten einige Bürger Haidhausens 1827 das „Verbündnis zum heiligen Kreuze und guten Tode“. Dies war die dritte Bruderschaft Haidhausens nachdem 1752 die „St. Johannis- und Sebastiansbruderschaft“ (auch: „Schützenbund“) und 1682 die Bruderschaft zu Ehren der Heiligen Drei Könige gegründet wurden.

Innenansicht

Durch das Konkordat vom 5. Juni 1817 wurde das Bistum Freising 1821 zum Erzbistum München und Freising erhoben. Lothar Anselm Freiherr von Gebsattel war zwischen 1821 und 1846 der erste Erzbischof. Unter ihm wurde Haidhausens Pfarrer 1832 Dompfarrer und Domkapitular in München. Dessen Nachfolge trat Lorenz Deigl an, der zuvor – ebenso wie sein Vorgänger – Pfarrer in Partenkirchen war. Deigl verfasste am 4. März 1833 eine Pfarrbeschreibung, aus der hervorgeht, dass die Kirche für die Bevölkerung zu klein geworden war, da die Gemeinde auf 5000 Personen angewachsen war. Als 1836 die Cholera Haidhausen heimsuchte, die allein in der zweiten Jahreshälfte 143 Todesopfer forderte, und die Cholera 1854 noch heftiger wütete, gelobten die Haidhausener, jedes Jahr eine öffentliche Dankprozession am Dreifaltigkeitssonntag abzuhalten: die „Choleraprozession“. Diese wird bis heute – in zeitgemäßer Form – noch durchgeführt. 1838 zog sich Pfarrer Deigl ins Privatleben zurück und siedelte nach München über. Ihm folgte Martin Huber, der am 22. April 1838 neuer Pfarrer wurde.
Da sich die Bevölkerungszahl in Haidhausen rasant entwickelte, wurde ein Kirchenneubau geplant, der aber wegen der Erweiterung des Krankenhauses rechts der Isar bis 1846 zurückstehen musste. Der nächste Pfarrer Haidhausens wurde 1848 Johann Georg Walser. Während seiner Zeit wurde das neue Kirchengebäude errichtet, das 1875 fertiggestellt wurde – vier Jahre nach Walsers Tod.
Auch kümmerte sich Pfarrer Walser um die Renovierung der alten Pfarrkirche 1851/1852. Hier wurde nach den Plänen von Matthias Berger ein neuer Hochaltar aus Holz angefertigt. Die Ausführung übernahm der Kistlermeister Johann Nepomuk Strathaus mit Johann Weber. Der Historienmaler Robert von Langer (1783–1846), Direktor der Königlichen Centralgemäldegalerie, konnte das Bild hierfür nicht mehr vollenden, so dass dessen Schüler Joseph Anton von Gegenbaur (1800–1876) das Gemälde fertigstellte. Darüber hinaus erhielt 1865 der Kirchturm die Spitzpyramide, die auch heute noch charakteristisch für das Gotteshaus ist.
Die Neue Pfarrkirche St. Johann Baptist konnte am 24. August 1879 eingeweiht werden. 1895 sollte die alte Pfarrkirche ebenso wie die alte Giesinger Kirche abgerissen werden. Dies wurde schließlich nicht umgesetzt. Stattdessen wurden Ausbesserungsarbeiten an der Kirche vorgenommen, die bis 1896 andauerten.

### 20. Jahrhundert
1921 erhielt der Kirchenbau elektrisches Licht, und 1925/1926 wurde die Kirche zur Pfarrkirche der Pfarrgemeinde St. Gabriel. Unter Pfarrer Johann Georg Widmann und dem Benefiziat von Hellrigl wurde 1928 mit der Außen- und Innenrenovierung begonnen. Mit der Eingemeindung nach München wurde der Friedhof 1854 von der Stadt übernommen. Zwischen 1944 und 1955 gab es hier keine Bestattungen. Anlässlich der Wiedereröffnung wurde auch eine kleine Trauerhalle eingeweiht.
Zwischen 1959 und 1963 war die Alte Pfarrkirche für den Exarchen der unierten ukrainischen Katholiken die Bischofskirche. 1967 erfolgte eine weitere Außenrenovierung. Zwischen 1980 und 1982 musste eine umfassende Gesamtrenovierung unter Pfarrer Hausmann vorgenommen werden. Dabei wurde auch eine Neufundamentierung vorgenommen und Reste des spätgotischen Vorgängerbaus freigelegt. Die feierliche Wiedereröffnung fand am 17. Oktober 1982 mit Domkapitular Schneider statt. 1983 wurde von Zeilhuber Orgelbau eine neue Orgel mit mechanischer Spieltraktur und Registertraktur im alten, von der Orgelbauwerkstatt Maerz errichteten Gehäuse gebaut. Sie hat folgende Disposition:

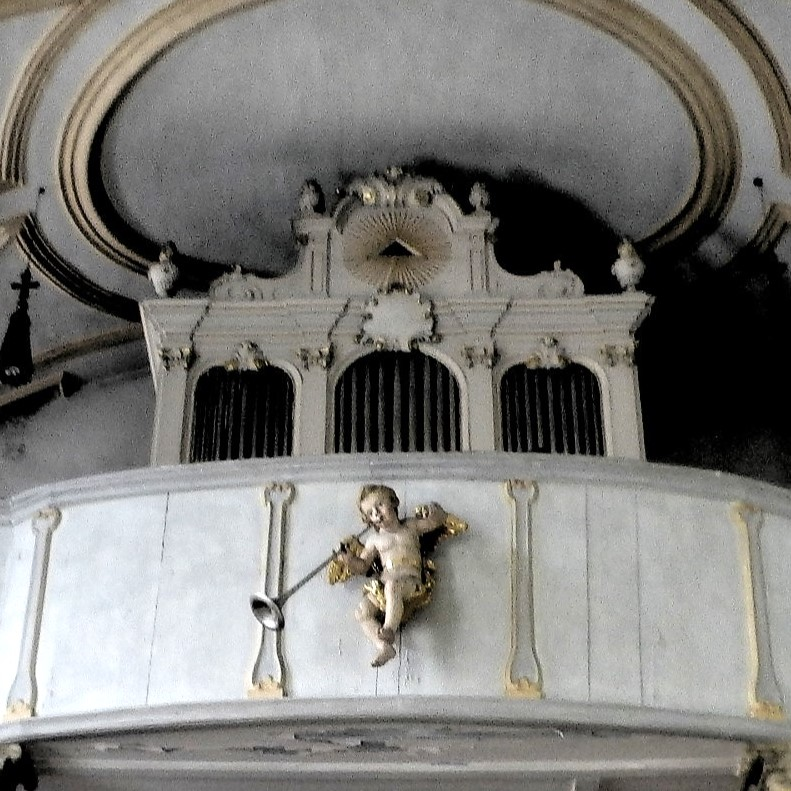
Orgel

| I Hauptwerk C–g3 |        |
| Prinzipal        | 8′     |
| Rohrflöte        | 8′     |
| Oktave           | 4′     |
| Quinte           | 2 ⁄3′  |
| Waldflöte        | 2′     |
| Terz             | 1 3⁄5′ |
| Mixtur IV        | 1 ⁄3′  |

| II Positiv C–g3 |       |
| Gedackt         | 8′    |
| Salicional      | 8′    |
| Flöte           | 4′    |
| Oktave          | 2′    |
| Quinte          | 1 ⁄3′ |

| Pedal C–f1  |     |
| Subbass     | 16′ |
| Gedacktbass | 8′  |

- Koppeln: II/I, I/P, II/P

## Friedhof
Der Friedhof besteht seit dem Gründungsjahr 808 und hat 4.600 Grabstellen.